# Герб Туниса
Эмблема Туниса — судно со львом, держащим меч, и весы. В центре, только под судном, есть арабский текст с национальным девизом: «Свобода — Порядок — Правосудие». Центральная эмблема национального флага выше щита. Фон является золотым во всех секциях.

## Описание
На гербе изображены корабль, лев с мечом и весы. В центре, под кораблём, приводится арабский текст с национальным девизом: حرية نظام عدالة‎ (с араб. — «Свобода — Порядок — Правосудие»). Центральная эмблема национального флага находится выше щита. Фон является золотым во всех секциях.
Каждый символ означает отдельную добродетель страны: лев символизирует порядок, галера — свободу, а весы — справедливость. Галера также имеет отношение к древним временам, когда нынешние границы Туниса были территорией финикийской цивилизации, а затем центром государства был Карфаген.
В кругу над щитом размещены символы ислама — полумесяц и звезда. Это подчеркивает важность религии в стране и вызывает сходство с тунисским флагом.

## История
Первый герб Туниса был действующим с 21 июня 1956 года, вскоре после провозглашения независимости Туниса. Первая версия герба незначительно отличается от современной, в частности, на гербе дополнительно были копья и флаги, а лев и весы были размещены в обратном порядке.
1987 года трёхцветная гамма герба была изменена на одноцветную — золотую.

## История эмблемы
|  | Герб Туниса 1963—1987 |

|  | Герб Туниса 1956 г. |

|  | Герб королевства Тунис 1900 г. |